# Света Петка (Църничани)
Вижте пояснителната страница за други значения на Света Петка.
„Света Петка“ (на македонска литературна норма: „Света Петка“) е възрожденска православна църква в битолското село Църничани, Северна Македония. Църквата е под управлението на Преспанско-Пелагонийската епархия на Македонската православна църква.
Църквата е малък храм, разположен на 200 - 300 m западно от селото, по пътя за Дедебалци. Храмът, от който са запазен само апсидалното пространство и две по-малки[ неясно? ], е изграден върху апсидата на раннохристиянска базилика. Контурите на базиликата са видими и размерите ѝ са 30 x 10 m.